# Calci
Calci település Olaszországban, Toszkána régióban, Pisa megyében. Lakosainak száma 6293 fő (2023. január 1.). Calci Buti, Capannori, San Giuliano Terme és Vicopisano községekkel határos.

## Népesség
A település népessége az elmúlt években az alábbi módon változott:
| Lakosok száma | 6396 | 6418 | 6293 |
|               | 2017 | 2018 | 2023 |